# یانکو کرونر
یانکو کرونر (انگلیسی: Janko Kroner; ۱ ژوئن ۱۹۵۶ – ) بازیگر، و بازیگر تلویزیون اهل کشور اسلواکی است. وی از سال ۱۹۷۵ میلادی تاکنون مشغول فعالیت بوده‌است.
از فیلم‌ها یا برنامه‌های تلویزیونی که وی در آن نقش داشته‌است می‌توان به قربانیان و قاتلان اشاره کرد.